# Шведельбах
Шведельбах (нім. Schwedelbach) — громада в Німеччині, розташована в землі Рейнланд-Пфальц. Входить до складу району Кайзерслаутерн. Складова частина об'єднання громад Вайлербах.
Площа — 8,41 км2. Населення становить 1081 ос. (станом на 31 грудня 2020).